# TPC at Sawgrass
Tournament Players Club at Sawgrass is een golfbaan in Ponte Vedra Beach in Florida, die deel uitmaakt van de Tournament Players Club. De golfbaan heeft in totaal 36 holes en bestaat uit twee banen. Dit zijn "THE PLAYERS Stadium Course" en "Dye's Valley Course". TPC at Sawgrass is opgericht in 1980 en ontworpen door Pete Dye.
Op de golfbaan wordt jaarlijks The Players Championship gehouden. Dit toernooi is onderdeel van de Amerikaanse PGA Tour.

## Geschiedenis

### THE PLAYERS Stadium Course
Het was een droom van de toenmalig commissaris Deane Beman van de Amerikaanse PGA Tour om zelf een club op te richten, waarop The Players Championship zou worden gehouden. Beman zocht de eigenaren op van de Sawgrass Country Club, de toenmalige organisator van de wedstrijd. Hij wilde de golfbaan kopen, maar hij werd niet serieus genomen en de golfclub verwachtte zelfs dat hij nooit genoeg geld voor een eigen club zou hebben. De Swagrass Country Club sprak ook af dat als het hem toch lukte om een golfbaan op te richten, de golfclub op 100 Amerikaanse dollar na zijn clubhuis ging betalen.
Beman ontmoette later Jerome en Paul Fletcher, die land bezaten in Ponte Vedra Beach. Zij verkochten uiteindelijk voor USD 1 aan Beman 1,68 km² aan grond in Ponte Vedra Beach. Deze grond was erg bebost. Hij kreeg snel goedkeuring van de PGA TOUR Policy Board voor het organiseren van The Players Championship en begon daarna met de aanleg. TPC at Sawgrass was door Pete Dye ontworpen en was speciaal ontworpen voor The Players Championship, maar was ook zo ontworpen dat de golfbaan ook voor amateurs beschikbaar was.
Aan het begin van de aanleg hield Beman een ceremonie en sloeg de eerste bal op de golfbaan. Hij was niet tevreden over zijn slag en besloot een "mulligan" te slaan. Dit is de bal opnieuw slaan en is eigenlijk niet legaal volgens de golfregels. In maart 1980 opende Beman TPC at Sawgrass en hing een plaquette op met de tekest "To Deane Beman, the man who did what we said couldn't be done. From Chuck Cobb and his associates at Arvida, who bet on the difficulty of the task, not on the capability of the man doing the task". Dit is Engels voor "Aan Deane Beman, de man die deed, waarvan wij zeiden dat het onmogelijk was. Van Chuk Cobb en zijn medewerkers van Arvida, wie wedde over de moeilijkheid van de opdracht, niet over de bekwaamheid over de man, die de opdracht uitvoerde". Op de plaquette stond ook de rekening van 100 USD.
De eerste The Players Championship op de TPC at Sawgrass werd gehouden in 1982

### Dye's Valley Course
In 1987 begon de aanleg van nog een 18 holes baan. Dit was Dye's Valley Course en deze baan is ontworpen door Pete Dye, Jerry Pate en Bobby Weed.

## Banen

### THE PLAYERS Stadium Course
THE PLAYERS Stadium Course werd geopend in 1982 en op deze baan wordt onder andere The Players Championship gehouden. Het is de eerste "stadiumbaan". Dit betekent dat de golfbaan vaste plaatsen heeft voor toeschouwers. Deze baan heeft kunstmatig gebouwde terpen, die tot tien meter hoog zijn. Deze terpen staan rond de afslagplaats van hole 1 en hole 10 en bij de green van hole 9, hole 16, hole 17 en hole 18.
De beroemdste hole van THE PLAYERS Stadium Course is hole 17. De green van deze hole vormt een schiereiland. Oorspronkelijk was bedoeld dat het meer van deze par 3 hole kleiner zou zijn, maar tijdens de aanleg van het meer gingen er dingen mis, waardoor de green nu bijna helemaal wordt omgeven door water.
THE PLAYERS Stadium Course staat op de 41e plaats van de 100 beste golfbanen van Amerika in 2011-2012 op de lijst van "Golf Digest". De baan staat ook op de 9e plaats van de beste publieke golfbanen van Amerika in 2011-2012 op de lijst van "Golf Digest". "Golfweek" zette THE PLAYERS Stadium Course op plaats een van beste golfbanen in Florida.

### Dye's Valley Course
Dye's Valley Course werd geopend in 1987 en op deze baan wordt sinds 2013 de Web.com Tour Championship gehouden. Op de golfbaan werden ook het Mazda Senior Tournament Players Championship en het Winn-Dixie Jacksonville Open gehouden.
Dye's Valley Course staat op de 24e plaats van beste golfbanen in Florida in 2011 op de lijst van "Golfweek".

## Toernooien

### The Players Championship
The Players Championship (tot 1988 Tournament Players Championship) wordt sinds 1982 gehouden op THE PLAYERS Stadium Course. Hiermee volgt het de Sawgrass Country Club op. De eerste winnaar was Jerry Pate. Hij gooide toen hij had gewonnen oprichter Deane Beman en architect Pete Dye in het water van hole 18, daarna sprong hij er zelf ook in.

### Web.com Tour Championship
Het Web.com Tour Championship wordt sinds 2013 gehouden op Dye's Valley Course. Hiermee volgde de golfbaan TPC Craig Ranch op.

### Mazda Senior Tournament Players Championship
Het Mazda Senior Tournament Players Championship (nu het Senior Players Championship) werd van 1987 tot en met 1989 gehouden op Dye's Valley Course. Hiermee volgde de golfbaan de Canterbury Golf Club op. De golfbaan werd als organisator van het Mazda Senior Tournament Players Championship opgevolgd door de Deaborn Country Club.

### Winn-Dixie Jacksonville Open
Het Winn-Dixie Jacksonville Open werd van 2010 tot en met 2012 op Dye's Valley Course gespeeld. Het was de enige organisator van de wedstrijd.

### Amerikaans amateurkampioenschap golf
Het Amerikaans amateurkampioenschap golf werd in 1994 op Dye's Valley Course gehouden. Tiger Woods won deze wedstrijd.

## Clubhuis
TPC at Sawgrass heeft een clubhuis dat is gebouwd in Mediterranean Revival-architectuur en heeft een oppervlakte van 7150 m². Aan de voorzijde van het clubhuis bevindt zich een fontein.
In het clubhuis zijn meerdere horecagelegenheden.

## Scorekaart

### THE PLAYERS Stadium Course
| Hole   | Lengte (meter) | Lengte (meter) | Lengte (meter) | Lengte (meter) | Lengte (meter) | Stroke index | Par | Verste afslag in 2012 (meter)        |
| Hole   | Geel           | Blauw          | Rood           | Wit            | Groen          | Stroke index | Par | Verste afslag in 2012 (meter)        |
| ------ | -------------- | -------------- | -------------- | -------------- | -------------- | ------------ | --- | ------------------------------------ |
| 1      | 387            | 360            | 360            | 329            | 267            | 7            | 4   | 313 door Josh Teater                 |
| 2      | 486            | 464            | 464            | 429            | 348            | 17           | 5   | 290 door Ryan Palmer                 |
| 3      | 162            | 146            | 146            | 123            | 89             | 13           | 3   | n.v.t.                               |
| 4      | 351            | 328            | 328            | 296            | 240            | 12           | 4   | 289 door Yang Yong-eun               |
| 5      | 431            | 408            | 386            | 386            | 329            | 3            | 4   | 298 door Louis Oosthuizen            |
| 6      | 359            | 329            | 329            | 304            | 246            | 10           | 4   | 302 door Justin Rose                 |
| 7      | 404            | 372            | 349            | 349            | 301            | 5            | 4   | 299 door Alvaro Quiros               |
| 8      | 217            | 178            | 154            | 154            | 111            | 4            | 3   | n.v.t.                               |
| 9      | 533            | 499            | 477            | 477            | 414            | 16           | 5   | 327 door Graham DeLaet en Adam Scott |
| 10     | 388            | 355            | 355            | 321            | 226            | 8            | 4   | 281 door Brian Harman                |
| 11     | 510            | 475            | 429            | 429            | 361            | 15           | 5   | 313 door Scott Piercy                |
| 12     | 327            | 304            | 304            | 286            | 222            | 14           | 4   | 298 door Alvaro Quiros               |
| 13     | 166            | 143            | 143            | 129            | 100            | 6            | 3   | n.v.t.                               |
| 14     | 440            | 399            | 345            | 345            | 305            | 1            | 4   | 330 door Charles Howell III          |
| 15     | 411            | 380            | 335            | 335            | 263            | 9            | 4   | 306 door Harrison Frazar             |
| 16     | 478            | 444            | 444            | 430            | 375            | 18           | 5   | 302 door J.B. Holmes                 |
| 17     | 125            | 117            | 117            | 105            | 84             | 11           | 3   | n.v.t.                               |
| 18     | 422            | 390            | 390            | 354            | 307            | 2            | 4   | 304 door Ryan More                   |
| Totaal | 6.597          | 6.091          | 5.854          | 5.581          | 4.589          |              | 72  | 330 door Charles Howell III          |

### Dye's Valley Course
| Hole   | Lengte (meter) | Lengte (meter) | Lengte (meter) | Lengte (meter) | Par |
| Hole   | Geel           | Blauw          | Wit            | Groen          | Par |
| ------ | -------------- | -------------- | -------------- | -------------- | --- |
| 1      | 507            | 489            | 457            | 393            | 5   |
| 2      | 155            | 139            | 118            | 98             | 3   |
| 3      | 313            | 290            | 267            | 252            | 4   |
| 4      | 390            | 365            | 341            | 282            | 4   |
| 5      | 140            | 125            | 115            | 96             | 3   |
| 6      | 422            | 388            | 353            | 292            | 4   |
| 7      | 395            | 286            | 266            | 232            | 4   |
| 8      | 457            | 447            | 433            | 374            | 5   |
| 9      | 399            | 369            | 346            | 272            | 4   |
| 10     | 378            | 368            | 356            | 289            | 4   |
| 11     | 208            | 193            | 162            | 133            | 3   |
| 12     | 331            | 320            | 298            | 332            | 4   |
| 13     | 371            | 364            | 340            | 278            | 4   |
| 14     | 186            | 176            | 153            | 110            | 3   |
| 15     | 365            | 352            | 317            | 266            | 4   |
| 16     | 511            | 478            | 469            | 420            | 5   |
| 17     | 456            | 443            | 435            | 370            | 5   |
| 18     | 392            | 373            | 345            | 291            | 4   |
| Totaal | 6.276          | 5.966          | 5.571          | 4.687          | 72  |

## Trivia
- In de videogames Tiger Woods PGA Tour 13, Tiger Woods PGA Tour 2004, Tiger Woods PGA Tour 10, Tiger Woods PGA Tour 2003, Tiger Woods PGA Tour 08, Tiger Woods PGA Tour 09 en PGA Tour Golf Team Challenge komt TPC at Sawgrass voor.

TPC Blue Monster at Doral · TPC Boston · TPC Cancun · TPC Craig Ranch · TPC Deere Run · TPC Eagle Trace · TPC Las Colinas · TPC Harding Park · TPC Jasna Polana · TPC Las Vegas · TPC Louisiana · TPC Michigan · TPC Myrtle Beach · TPC Piper Glen · TPC Potomac · TPC Prestancia · TPC River Highlands · TPC River's Bend · TPC San Antonio · TPC Sawgrass · TPC Scottsdale · TPC Snoqualmie Ridge · TPC Southwind · TPC Stadium Course at PGA WEST · TPC Stonebrae · TPC Sugarloaf · TPC Summerlin · TPC Tampa Bay · The Old White TPC · TPC Treviso Bay · TPC Twin Cities · TPC Valencia · TPC Wakefield Plantation